# Vorly
Vorly é uma comuna francesa na região administrativa do Centro, no departamento Cher. Estende-se por uma área de 18,79 km². Em 2010 a comuna tinha 245 habitantes (densidade: 13 hab./km²).